# Archibald MacKinnon
Pour les articles homonymes, voir MacKinnon.
Archibald MacKinnon, né le 13 janvier 1937 à Cranbrook, est un rameur d'aviron canadien.

## Palmarès

### Jeux olympiques
- Melbourne 1956
  -  Médaille d'or en quatre sans barreur
- Rome 1960
  -  Médaille d'argent en huit[1].